# Schmetterling des Jahres
Im Jahr 2003 wurde erstmals der Schmetterling des Jahres durch die vom nordrhein-westfälischen Landesverband des Bund für Umwelt und Naturschutz Deutschland gegründete BUND NRW Naturschutzstiftung ausgezeichnet. Es soll damit auf die den bedrohlichen Rückgang der Schmetterlinge und ihre Bedeutung hingewiesen werden, zugleich soll dazu beigetragen werden, die natürliche Vielfalt der Lebensräume zu erhalten und ökologische und naturschutzfachliche Zusammenhänge deutlicher zu machen.

## Bisherige Schmetterlinge des Jahres
| Jahr | deutscher Name                | wissenschaftlicher Name             | Abbildung                          |
| ---- | ----------------------------- | ----------------------------------- | ---------------------------------- |
| 2003 | Graubindiger Mohrenfalter     | Erebia aethiops                     | 2003 Graubindiger Mohrenfalter     |
| 2004 | Aurorafalter                  | Anthocharis cardamines              | 2004 Aurorafalter                  |
| 2005 | Ockerbindiger Samtfalter      | Hipparchia semele                   | 2005 Ockerbindiger Samtfalter      |
| 2006 | Schwalbenschwanz              | Papilio machaon                     | 2006 Schwalbenschwanz              |
| 2007 | Landkärtchen                  | Araschnia levana                    | 2007 Landkärtchen                  |
| 2008 | Argusbläuling                 | Plebejus argus                      | 2008 Argusbläuling                 |
| 2009 | Tagpfauenauge                 | Inachis io                          | 2009 Tagpfauenauge                 |
| 2010 | Schönbär                      | Callimorpha dominula                | 2010 Schönbär                      |
| 2011 | Großer Schillerfalter         | Apatura iris                        | 2011 Großer Schillerfalter         |
| 2012 | Kleines Nachtpfauenauge       | Saturnia pavonia                    | 2012 Kleines Nachtpfauenauge       |
| 2013 | Braunfleckiger Perlmuttfalter | Boloria selene                      | 2013 Braunfleckiger Perlmuttfalter |
| 2014 | Wolfsmilchschwärmer           | Hyles euphorbiae                    | 2014 Wolfsmilchschwärmer           |
| 2015 | Rotes Ordensband              | Catocala nupta                      | 2015 Rotes Ordensband              |
| 2016 | Stachelbeerspanner            | Abraxas grossulariata               | 2016 Stachelbeerspanner            |
| 2017 | Goldene Acht                  | Colias hyale                        | 2017 Goldene Acht                  |
| 2018 | Großer Fuchs                  | Nymphalis polychloros               | 2018 Großer Fuchs                  |
| 2019 | Schachbrettfalter             | Melanargia galathea                 | 2019 Schachbrettfalter             |
| 2020 | Grüner Zipfelfalter           | Callophrys rubi                     | 2020 Grüner Zipfelfalter           |
| 2021 | Brauner Bär                   | Arctia caja                         | 2021 Brauner Bär                   |
| 2022 | Kaisermantel                  | Argynnis paphia                     | 2022 Kaisermantel                  |
| 2023 | Ampfer-Grünwidderchen         | Adscita statices                    | 2023 Ampfer-Grünwidderchen         |
| 2024 | Mosel-Apollofalter            | Parnassius apollo ssp. vinningensis | 2024 Mosel-Apollofalter            |
| 2025 | Spanische Flagge              | Euplagia quadripunctaria            | 2025 Spanische Flagge              |

Darüber hinaus war der Apollofalter (Parnassius apollo) bereits im Jahr 1995 „Tier des Jahres“ in Deutschland, der Zitronenfalter (Gonepteryx rhamni) 2002 das „Insekt des Jahres“ in Deutschland und der Schwalbenschwanz (Papilio machaon) 2003 „Tier des Jahres“ in der Schweiz.

## Belege
1. ↑  Begründung entsprechend der Projektseite des BUND NRW
2. ↑  BUND kürt Schachbrettfalter zum Schmetterling des Jahres. Süddeutsche Zeitung, 22. November 2018, abgerufen am 25. August 2020.
3. ↑  Schmetterling des Jahres 2020: Grüner Zipfelfalter. BUND NRW Naturschutzstiftung
4. ↑  Schmetterling des Jahres 2021: Brauner Bär. BUND NRW Naturschutzstiftung
5. ↑  Der Kaisermantel ist der Schmetterling des Jahres 2022 – gesunde Mischwälder braucht das Land. Bund für Umwelt und Naturschutz Deutschland e. V. (BUND), 2. Dezember 2021.
6. ↑  Ampfer-Grünwidderchen ist Schmetterling des Jahres 2023. Saarbrücker Zeitung, 7. Dezember 2022.
7. ↑  Schmetterling des Jahres 2024: Mosel-Apollofalter. BUND NRW, 2. Dezember 2023, abgerufen am 2. Dezember 2023.
8. ↑  Schmetterling des Jahres 2025: Spanische Flagge. BUND NRW, 2. Dezember 2024, abgerufen am 4. Dezember 2024.